# 大買家
大買家（英語：Save & Safe）是發跡於臺灣臺中市的連鎖零售型量販店，成立於1993年。1997年與大潤發以交叉持股方式合作，採取聯合採購模式提昇營運績效，2024年7月1日結束合作關係。目前僅在台中市設置2間分店，亦有拓展網路購物平台。

## 簡介
1993年6月，中陽集團及中部知名建商合資成立大買家股份有限公司，總公司設在臺中市西區，第一家分店國光店於1994年6月在臺中縣大里市（今臺中市大里區）開幕，並於1996年8月在臺中市北屯區開設第二家分店北屯店，當時曾躍居中部地區量販市場市占率首位。初期以批發倉儲型態經營，後轉為量販型態，由於據點較少、營運不易，故1997年12月與潤泰集團旗下的大潤發進行交叉持股策略聯盟，成立商品聯合採購中心，共同擴大店面規模，以提昇整體營運績效。2001年再與具有45年零售流通經驗的法國歐尚集團合作，提升國際性更多元化的商品服務。2022年全聯實業集團入主台灣大潤發，法國歐尚集團及潤泰集團退出經營權，2024年7月1日與台灣大潤發結束合作關係。
1999年曾與台灣糖業公司合作，於高雄市前鎮區開設以大買家量販高雄店（第三家分店）為主力核心店、規模中型的區域型量販商場—金銀島購物中心，後因與地主台糖之間的合約問題，而於2015年結束營業。2008年因應更專業和多角化經營，成立餐飲及流行百貨招商營運部門，專營以品牌專櫃OUTLET業態為核心，內部空間形式為以量販出入口進出動線沿線搭配美食餐廳及商店的社區型購物中心。
2009年成立網路事業部門，設立網路量販店，進攻網購市場；曾先後與華僑商業銀行、台新銀行合作發行聯名信用卡。

## 分店資訊
截至2025年2月，共有2間分店。

### 營業中分店
| 縣市   | 行政區 | 分店   | 圖片 | 地址                       | 開幕      | 備註 |
| ------ | ------ | ------ | ---- | -------------------------- | --------- | ---- |
| 臺中市 | 大里區 | 國光店 |      | 台中市大里區國光路2段710號 | 1994年6月 |      |
| 臺中市 | 北屯區 | 北屯店 |      | 台中市北屯區北屯路370號    | 1996年8月 |      |

### 已結業分店
| 縣市   | 行政區 | 分店   | 圖片 | 地址                        | 開幕                           | 結業          | 備註               |
| ------ | ------ | ------ | ---- | --------------------------- | ------------------------------ | ------------- | ------------------ |
| 高雄市 | 前鎮區 | 高雄店 |      | 高雄市前鎮區凱旋四路688號B1 | 1999年4月10日（3月27日試營運） | 2015年3月31日 | 位於金銀島購物中心 |

## 外部連結
- 大買家
- 大買家的Facebook專頁